# Christelle Morançais
Christelle Morançais (Le Mans, 28 gennaio 1975) è una politica francese del partito Horizons, dal 2017 presidente del Consiglio regionale dei Paesi della Loira.

## Formazione e attività professionale
Laureata in economia aziendale, Morançais ha lavorato per vent'anni nel settore immobiliare. Nel 2009, insieme al marito, ha fondato la società immobiliare MegAgence.

## Carriera politica
Morançais è stata membro dell'Unione per un Movimento Popolare e successivamente dei Repubblicani (LR) dal 2015. Nel 2018, è stata nominata nel gabinetto ombra del leader di LR Laurent Wauquiez. Dal 2019, ha ricoperto la carica di vicepresidente di LR sotto la guida di Christian Jacob.
Nel dicembre 2021, Morançais è diventata uno dei sei portavoce della candidata LR per le elezioni presidenziali del 2022, Valérie Pécresse. Dopo che Pécresse si è ritirata dalla corsa, Morançais ha appoggiato Emmanuel Macron.
Morançais lasciò i Repubblicani alla fine del 2022 e si unì invece a Horizons nel 2024.